# Köse Mihal
Köse Mihal (* 13. Jahrhundert; † um 1340; deutsch: Michael der Bartlose, auch Michael der Spitzbart) begleitete Osman Ghazi bei dessen Aufstieg zum selbstständigen Emir und Gründer des Osmanischen Reiches. Er gilt als der erste bedeutende, vom Christentum zum Islam übergetretene byzantinische Renegat in osmanischen Diensten.